# Discestra virgata
Discestra virgata là một loài bướm đêm trong họ Noctuidae.